# Sjeik

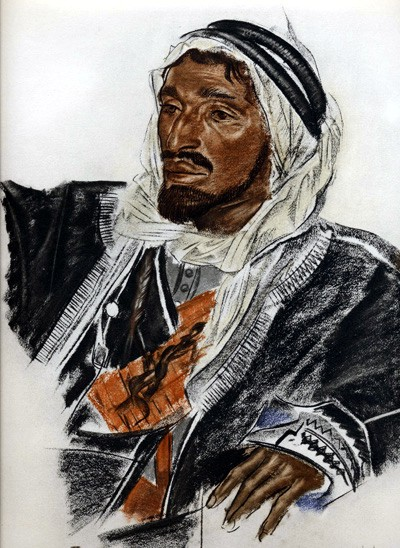
Schilderij van sjeik Sattam de Haddadin van Palmyra

Sjeik (Arabisch: شيخ [šayḫ, pl. šuyūḫ], meester, oude man, wijze man), ook wel sheik of sheikh, is de titel die in de Arabische, of breder gesproken in de islamitische wereld gegeven wordt aan een man die aanzien heeft of heeft verworven als leider, zowel op geestelijk als op wereldlijk gebied. De geschiedenis telt ook een klein aantal vrouwelijke sjeiks. De vrouwelijke vorm van sjeik is sjeika (Arabisch: شيخة [šayḫa]).
Er zijn plaatselijke sjeiks, sjeiks aan het hoofd van een familie- of stamverband en sjeiks als religieuze leiders of leraren, of een combinatie van twee of drie.
Een plaatselijke sjeik is in de praktijk vaak islamitisch leraar, hoofd van een moskee, theoloog, rondreizend prediker of koranleraar. Met het aantal volgelingen neemt ook zijn maatschappelijke en politieke macht en invloed toe. Ook de meesters van soefi-orden (tariqats) worden door hun volgelingen aangeduid als sjeik of (indien vrouwelijk) sjeika. Over het algemeen betreft dit de hoeders van de ingewijde kennis die door een specifieke keten van inwijdingen (silsila) langs belangrijke heiligen teruggevoerd wordt op de profeet Mohammed.
Leiders binnen een dynastie aan het hoofd van een Arabisch land worden ook vaak sjeiks genoemd. Is dat land rijk geworden door olieverkoop, dan wordt zo iemand al snel oliesjeik genoemd. Van een grote sjeik wordt behalve wereldlijk ook geestelijk (islamitisch) leiderschap verwacht.
De titel sjeik bestond overigens al ver vóór de opkomst van de islam. Nomadische bedoeïenen leefden vaak in stamverband. Een stam bestond uit een aantal verwante patriarchale clans (groot-families). De (oudere, gerespecteerde) stamleider werd en wordt sjeik genoemd.
Ook wordt met sjeik in de Arabische landen een muzikaal leider aangeduid.
baljuw · baron · dictator · doge · emir · farao · graaf · groothertog · grootvizier · grootvorst · heer · hertog · jonker · kalief · kan · keizer · koning · landgraaf · landsheer · landvoogd · maharadja · markies · monarch · paltsgraaf · paus · president · prins-bisschop · regent · sjah · sjeik · staatshoofd · sultan · tenno · tsaar · vizier · vorst · vorst-aartsbisschop